# Eliminatórias da Copa do Mundo FIFA de 2022 – UEFA (Grupo I)
O Grupo I das eliminatórias da UEFA para a Copa do Mundo FIFA de 2022 foi formado pela Inglaterra, Polônia, Hungria, Albânia, Andorra e San Marino.
O vencedor do grupo se classificou automaticamente para a Copa do Mundo de 2022. Além dos demais nove vencedores de grupos, os nove melhores segundos colocados avançaram para a segunda fase, que será disputada no sistema de play-offs.

## Classificação
|  | Equipes qualificadas para a Copa do Mundo de 2022 |
|  | Equipes qualificadas para a segunda fase          |
|  | Equipes eliminadas                                |

| Pos | Equipe     | Pts | J  | V | E | D  | GP | GC | SG  | Classificado                              |  | ENG  | POL | ALB | HUN | AND | SMR |
| --- | ---------- | --- | -- | - | - | -- | -- | -- | --- | ----------------------------------------- |  | ---- | --- | --- | --- | --- | --- |
| 1   | Inglaterra | 26  | 10 | 8 | 2 | 0  | 39 | 3  | +36 | qualificadas para a Copa do Mundo de 2022 |  | —    | 2–1 | 5–0 | 1–1 | 4–0 | 5–0 |
| 2   | Polónia    | 20  | 10 | 6 | 2 | 2  | 30 | 11 | +19 | qualificadas para a segunda fase          |  | 1–1  | —   | 4–1 | 1–2 | 3–0 | 5–0 |
| 3   | Albânia    | 18  | 10 | 6 | 0 | 4  | 12 | 12 | 0   | Eliminado                                 |  | 0–2  | 0–1 | —   | 1–0 | 1–0 | 5–0 |
| 4   | Hungria    | 17  | 10 | 5 | 2 | 3  | 19 | 13 | +6  | Eliminado                                 |  | 0–4  | 3–3 | 0–1 | —   | 2–1 | 4–0 |
| 5   | Andorra    | 6   | 10 | 2 | 0 | 8  | 8  | 24 | −16 | Eliminado                                 |  | 0–5  | 1–4 | 0–1 | 1–4 | —   | 2–0 |
| 6   | San Marino | 0   | 10 | 0 | 0 | 10 | 1  | 46 | −45 | Eliminado                                 |  | 0–10 | 1–7 | 0–2 | 0–3 | 0–3 | —   |

## Partidas
O calendário de partidas foi divulgado pela UEFA em 8 de dezembro de 2020. As partidas entre 27 de março e a partir de 31 de outubro seguem o fuso horário UTC+1 (rodadas 1–2 e 9–10). Para as partidas entre 28 de março e 30 de outubro o fuso horário seguido é o UTC+2 (rodadas 3–8).
| 25 de março de 2021 | Andorra | 0 – 1                             | Albânia     | Estádio Nacional, Andorra-a-Velha       |
| 20:45               |         | Relatório (FIFA) Relatório (UEFA) | Lenjani 41' | Público: 285 Árbitro: BUL Volen Chinkov |

| 25 de março de 2021 | Hungria                                | 3 – 3                             | Polónia                                    | Puskás Aréna, Budapeste             |
| 20:45               | Sallai 6' · Ád. Szalai 52' · Orbán 78' | Relatório (FIFA) Relatório (UEFA) | Piątek 60' · Jóźwiak 61' · Lewandowski 83' | Público: 0 Árbitro: GER Felix Brych |

| 25 de março de 2021 | Inglaterra                                                            | 5 – 0                             | San Marino | Estádio de Wembley, Londres             |
| 20:45               | Ward-Prowse 14' · Calvert-Lewin 21', 53' · Sterling 31' · Watkins 83' | Relatório (FIFA) Relatório (UEFA) |            | Público: 0 Árbitro: RUS Kirill Levnikov |

| 28 de março de 2021 | Albânia | 0 – 2                             | Inglaterra           | Air Albania Stadium, Tirana             |
| 18:00               |         | Relatório (FIFA) Relatório (UEFA) | Kane 39' · Mount 63' | Público: 200 Árbitro: ISR Orel Grinfeld |

| 28 de março de 2021 | Polónia                              | 3 – 0                             | Andorra | Stadion Wojska Polskiego, Varsóvia      |
| 20:45               | Lewandowski 30', 55' · Świderski 88' | Relatório (FIFA) Relatório (UEFA) |         | Público: 0 Árbitro: BEL Erik Lambrechts |

| 28 de março de 2021 | San Marino | 0 – 3                             | Hungria                                               | Estádio San Marino, Serravalle         |
| 20:45               |            | Relatório (FIFA) Relatório (UEFA) | Ád. Szalai 13' (pen) · Sallai 71' · Nikolić 88' (pen) | Público: 0 Árbitro: SCO Nicholas Walsh |

| 31 de março de 2021 | Andorra           | 1 – 4                             | Hungria                                                | Estádio Nacional, Andorra-a-Velha                 |
| 20:45               | Pujol 90+3' (pen) | Relatório (FIFA) Relatório (UEFA) | Fiola 45+2' · Gazdag 51' · Kleinheisler 58' · Négo 90' | Público: 338 Árbitro: ISL Vilhjalmur Thorarinsson |

| 31 de março de 2021 | Inglaterra                   | 2 – 1                             | Polónia   | Estádio de Wembley, Londres           |
| 20:45               | Kane 19' (pen) · Maguire 85' | Relatório (FIFA) Relatório (UEFA) | Moder 58' | Público: 0 Árbitro: NED Björn Kuipers |

| 31 de março de 2021 | San Marino | 0 – 2                             | Albânia               | Estádio San Marino, Serravalle         |
| 20:45               |            | Relatório (FIFA) Relatório (UEFA) | Manaj 63' · Uzuni 85' | Público: 0 Árbitro: NOR Kai Erik Steen |

| 2 de setembro de 2021 | Andorra        | 2 – 0                             | San Marino | Estádio Nacional, Andorra-a-Velha        |
| 20:45                 | Vales 18', 24' | Relatório (FIFA) Relatório (UEFA) |            | Público: 1 400 Árbitro: DEN Jakob Kehlet |

| 2 de setembro de 2021 | Hungria | 0 – 4                             | Inglaterra                                       | Puskás Aréna, Budapeste                   |
| 20:45                 |         | Relatório (FIFA) Relatório (UEFA) | Sterling 55' · Kane 63' · Maguire 69' · Rice 87' | Público: 58 260 Árbitro: TUR Cüneyt Çakır |

| 2 de setembro de 2021 | Polónia                                                    | 4 – 1                             | Albânia        | Estádio Nacional, Varsóvia                    |
| 20:45                 | Lewandowski 12' · Buksa 44' · Krychowiak 54' · Linetty 89' | Relatório (FIFA) Relatório (UEFA) | Cikalleshi 25' | Público: 38 254 Árbitro: ITA Maurizio Mariani |

| 5 de setembro de 2021 | Albânia   | 1 – 0                             | Hungria | Elbasan Arena, Elbasani                    |
| 18:00                 | Broja 87' | Relatório (FIFA) Relatório (UEFA) |         | Público: 4 135 Árbitro: NED Danny Makkelie |

| 5 de setembro de 2021 | Inglaterra                                   | 4 – 0                             | Andorra | Estádio de Wembley, Londres                        |
| 18:00                 | Lingard 18', 78' · Kane 72' (pen) · Saka 84' | Relatório (FIFA) Relatório (UEFA) |         | Público: 67 171 Árbitro: GRE Anastasios Papapetrou |

| 5 de setembro de 2021 | San Marino | 1 – 7                             | Polónia                                                                     | Estádio San Marino, Serravalle               |
| 20:45                 | Nanni 48'  | Relatório (FIFA) Relatório (UEFA) | Lewandowski 4', 21' · Świderski 16' · Linetty 44' · Buksa 67', 90+2', 90+4' | Público: 500 Árbitro: FIN Mattias Gestranius |

| 8 de setembro de 2021 | Albânia                                                  | 5 – 0                             | San Marino | Elbasan Arena, Elbasani                     |
| 20:45                 | Manaj 32' · Laçi 58' · Broja 61' · Hysaj 68' · Uzuni 80' | Relatório (FIFA) Relatório (UEFA) |            | Público: 3 850 Árbitro: SUI Lukas Fähndrich |

| 8 de setembro de 2021 | Hungria                         | 2 – 1                             | Andorra     | Puskás Aréna, Budapeste                     |
| 20:45                 | Ád. Szalai 9' (pen) · Botka 18' | Relatório (FIFA) Relatório (UEFA) | Llovera 82' | Público: 46 240 Árbitro: SVN Rade Obrenovič |

| 8 de setembro de 2021 | Polónia         | 1 – 1                             | Inglaterra | Estádio Nacional, Varsóvia                  |
| 20:45                 | Szymański 90+2' | Relatório (FIFA) Relatório (UEFA) | Kane 72'   | Público: 56 212 Árbitro: GER Daniel Siebert |

| 9 de outubro de 2021 | Andorra | 0 – 5                             | Inglaterra                                                             | Estádio Nacional, Andorra-a-Velha           |
| 20:45                |         | Relatório (FIFA) Relatório (UEFA) | Chilwell 17' · Saka 40' · Abraham 59' · Ward-Prowse 79' · Grealish 86' | Público: 2 285 Árbitro: UKR Kateryna Monzul |

| 9 de outubro de 2021 | Hungria | 0 – 1                             | Albânia   | Puskás Aréna, Budapeste                           |
| 20:45                |         | Relatório (FIFA) Relatório (UEFA) | Broja 80' | Público: 273 Árbitro: ESP Carlos del Cerro Grande |

| 9 de outubro de 2021 | Polónia                                                                     | 5 – 0                             | San Marino | Estádio Nacional, Varsóvia              |
| 20:45                | Świderski 10' · Brolli 20' (g.c.) · Kędziora 50' · Buksa 84' · Piątek 90+1' | Relatório (FIFA) Relatório (UEFA) |            | Público: 56 128 Árbitro: CRO Fran Jović |

| 12 de outubro de 2021 | Albânia | 0 – 1                             | Polónia       | Air Albania Stadium, Tirana                 |
| 20:45                 |         | Relatório (FIFA) Relatório (UEFA) | Świderski 77' | Público: 21 000 Árbitro: FRA Clément Turpin |

| 12 de outubro de 2021 | Inglaterra | 1 – 1                             | Hungria          | Estádio de Wembley, Londres                                |
| 20:45                 | Stones 37' | Relatório (FIFA) Relatório (UEFA) | Sallai 24' (pen) | Público: 69 380 Árbitro: ESP Alejandro Hernández Hernández |

| 12 de outubro de 2021 | San Marino | 0 – 3                             | Andorra                                | Estádio San Marino, Serravalle             |
| 20:45                 |            | Relatório (FIFA) Relatório (UEFA) | Pujol 10' · Moreno 53' · Fernández 89' | Público: 243 Árbitro: TUR Halil Umut Meler |

| 12 de novembro de 2021 | Andorra   | 1 – 4                             | Polónia                                         | Estádio Nacional, Andorra-a-Velha       |
| 20:45                  | Vales 45' | Relatório (FIFA) Relatório (UEFA) | Lewandowski 5', 73' · Jóźwiak 11' · Milik 45+2' | Público: 1 049 Árbitro: SCO John Beaton |

| 12 de novembro de 2021 | Inglaterra                                        | 5 – 0                             | Albânia | Estádio de Wembley, Londres               |
| 20:45                  | Maguire 9' · Kane 18', 33', 45+2' · Henderson 28' | Relatório (FIFA) Relatório (UEFA) |         | Público: 80 366 Árbitro: GER Felix Zwayer |

| 12 de novembro de 2021 | Hungria                                      | 4 – 0                             | San Marino | Puskás Aréna, Budapeste                  |
| 20:45                  | Szoboszlai 6', 83' · Gazdag 22' · Vécsei 88' | Relatório (FIFA) Relatório (UEFA) |            | Público: 12 800 Árbitro: SVK Filip Glova |

| 15 de novembro de 2021 | Albânia          | 1 – 0                             | Andorra | Air Albania Stadium, Tirana               |
| 20:45                  | Çekiçi 73' (pen) | Relatório (FIFA) Relatório (UEFA) |         | Público: 75 Árbitro: LVA Andris Treimanis |

| 15 de novembro de 2021 | Polónia       | 1 – 2                             | Hungria                  | Estádio Nacional, Varsóvia                 |
| 20:45                  | Świderski 61' | Relatório (FIFA) Relatório (UEFA) | Schäfer 37' · Gazdag 80' | Público: 56 197 Árbitro: POR Tiago Martins |

| 15 de novembro de 2021 | San Marino | 0 – 10                            | Inglaterra | Estádio San Marino, Serravalle             |
| 20:45                  |            | Relatório (FIFA) Relatório (UEFA) | Maguire 6' · Fabbri 15' (g.c.) · Kane 27' (pen), 32', 39', 42' (pen) · Smith Rowe 58' · Mings 69' · Abraham 78' · Saka 79' | Público: 2 775 Árbitro: SVN Rade Obrenovič |

## Artilharia
12 gols
- ENG Harry Kane

8 gols
- POL Robert Lewandowski

5 gols
- POL Adam Buksa
- POL Karol Świderski

4 gols
- ENG Harry Maguire

3 gols
- ALB Armando Broja
- AND Marc Vales
- ENG Bukayo Saka
- HUN Ádám Szalai
- HUN Dániel Gazdag
- HUN Roland Sallai

2 gols
- ALB Myrto Uzuni
- ALB Rey Manaj
- AND Marc Pujol
- ENG Dominic Calvert-Lewin
- ENG James Ward-Prowse
- ENG Jesse Lingard
- ENG Raheem Sterling
- ENG Tammy Abraham
- HUN Dominik Szoboszlai
- POL Kamil Jóźwiak
- POL Karol Linetty
- POL Krzysztof Piątek

1 gol
- ALB Elseid Hysaj
- ALB Endri Çekiçi
- ALB Ermir Lenjani
- ALB Qazim Laçi
- ALB Sokol Cikalleshi
- AND Max Llovera
- AND Ricard Fernández
- AND Sergi Moreno
- ENG Ben Chilwell
- ENG Declan Rice
- ENG Emile Smith Rowe
- ENG Jack Grealish
- ENG John Stones
- ENG Jordan Henderson
- ENG Mason Mount
- ENG Ollie Watkins
- ENG Tyrone Mings
- HUN András Schäfer
- HUN Attila Fiola
- HUN Bálint Vécsei
- HUN Endre Botka
- HUN László Kleinheisler
- HUN Loïc Négo
- HUN Nemanja Nikolić
- HUN Willi Orbán
- POL Arkadiusz Milik
- POL Damian Szymański
- POL Grzegorz Krychowiak
- POL Jakub Moder
- POL Tomasz Kędziora
- SMR Nicola Nanni

Gols contra
- SMR Cristian Brolli (para a Polônia)
- SMR Filippo Fabbri (para a Inglaterra)